# Digital Private Network Signalling System
Digital Private Network Signalling System (DPNSS) ist in der Telekommunikation ein standardisiertes Signalisierungsprotokoll für die Vernetzung von Telefonanlagen. DPNSS wurde ursprünglich von British Telecom entwickelt und im Standard BTNR 188 beschrieben. Ab 2001 wurde der Standard als ND1301 durch das „Network Interoperability Consultative Committee“ fortgeführt.
Die Vernetzung von Telefonanlagen erfolgt in der Regel mit hersteller- oder systemspezifischen Protokollen. Mit diesen proprietären Protokollen lässt sich nahezu der volle Umfang der Leistungsmerkmale der Telefonanlagen auch standortübergreifend, innerhalb des mit der Vernetzung gebildeten Corporate Networks, nutzen. Die Vernetzung von Telefonanlagen unterschiedlicher Hersteller ist ohne ein gemeinsames Protokoll nur auf einer niedrigen Ebene (z. B. Rufnummernwahl und Sprechen) möglich. Damit auch Anlagen unterschiedlicher Hersteller mit den umfangreichen Leistungsmerkmalen miteinander vernetzt werden können, wurde DPNSS entwickelt. Später wurde in Konkurrenz dazu vom Europäischen Institut für Telekommunikationsnormen (ETSI) das QSIG-Protokoll standardisiert.